# クレアボイス
株式会社クレアボイスは、日本の声優事務所。

## 概要
社名のクレア（CLARE）は、CONNECT（繋がる）、LEAD（先導）、ACTOR（役者）、RESPONSIBILITY（責任）、EARNEST（真剣）の頭文字を取ったものである。

## 所属
※出典（2024年12月13日現在）

### 女性
- 葉山いくみ
- 菊池紗矢香
- 倉持若菜

### 準所属

#### 女性
- 伊倉かこ
- 西野伶香

#### 男性
- 下川草介
- 須永陸斗
- 高山俊太朗

## かつて所属していた声優
- 久保ユリカ[4]（現所属：ステイラック）
- 芳野由奈[4]（現所属：ULTRAEGGs）
- 小倉唯[5]（現所属：スタイルキューブ）
- 原田彩楓[6]（フリー）
- 春日望[7]（フリー）
- 菅原慎介[8]（現所属：シグマ・セブンe）